# Judith Lang Zaimont
Judith Lang Zaimont (* 8. November 1945 in Memphis, Tennessee) ist eine US-amerikanische Komponistin.

## Leben
Sie studierte von 1958 bis 1964 Klavier an der Juilliard School bei Rosina Lhévinne und bildete schon früh mit ihrer Schwester Doris ein Klavierduo, das 1963 in der Carnegie Hall debütierte. Ab 1961 studierte sie zusätzlich Komposition – am Queens College bei Hugo Weisgall und ab 1965 an der Columbia University bei Otto Luening und Jack Beeson. 1971/72 ergänzte sie ihre Studien bei André Jolivet in Paris. Als Komponistin erhielt sie zahlreiche Preise, u. a. 1983 ein Guggenheim-Stipendium, 2003 den Aaron Copland Award und 2005 den Bush Artist Fellowship Award. Sie unterrichtete am Queens College (1972–1977), an der Johns Hopkins University (1980–1987), an der Adelphi University (1988–1991) und als Professorin an der University of Minnesota (1991–2005).
Ihr kompositorisches Werk umfasst eine Oper, vier Sinfonien, Orchester-, Chor-, Kammer- und Klaviermusik. Ihre 2013 entstandene 4. Sinfonie Pure, Cool (Water) wurde von der Sorel Organization ausgezeichnet. Ihre stilistischen Wurzeln liegen vor allem im französischen Impressionismus und in der frühen US-amerikanischen Moderne.

## Schriften
- The Musical Woman: An International Perspective. Band 1–3. Greenwood Press, 1991, ISSN 0737-0032.

## Diskografie
- Florilegium Chamber Choir, JoAnn Rice (Conductor): Serenade: To Music und Parable (1988)
- Ruth Schönthal (Piano): Character Sketches: Solo Piano Works by 7 American Women (1995)